# Seleção Francesa de Voleibol Masculino

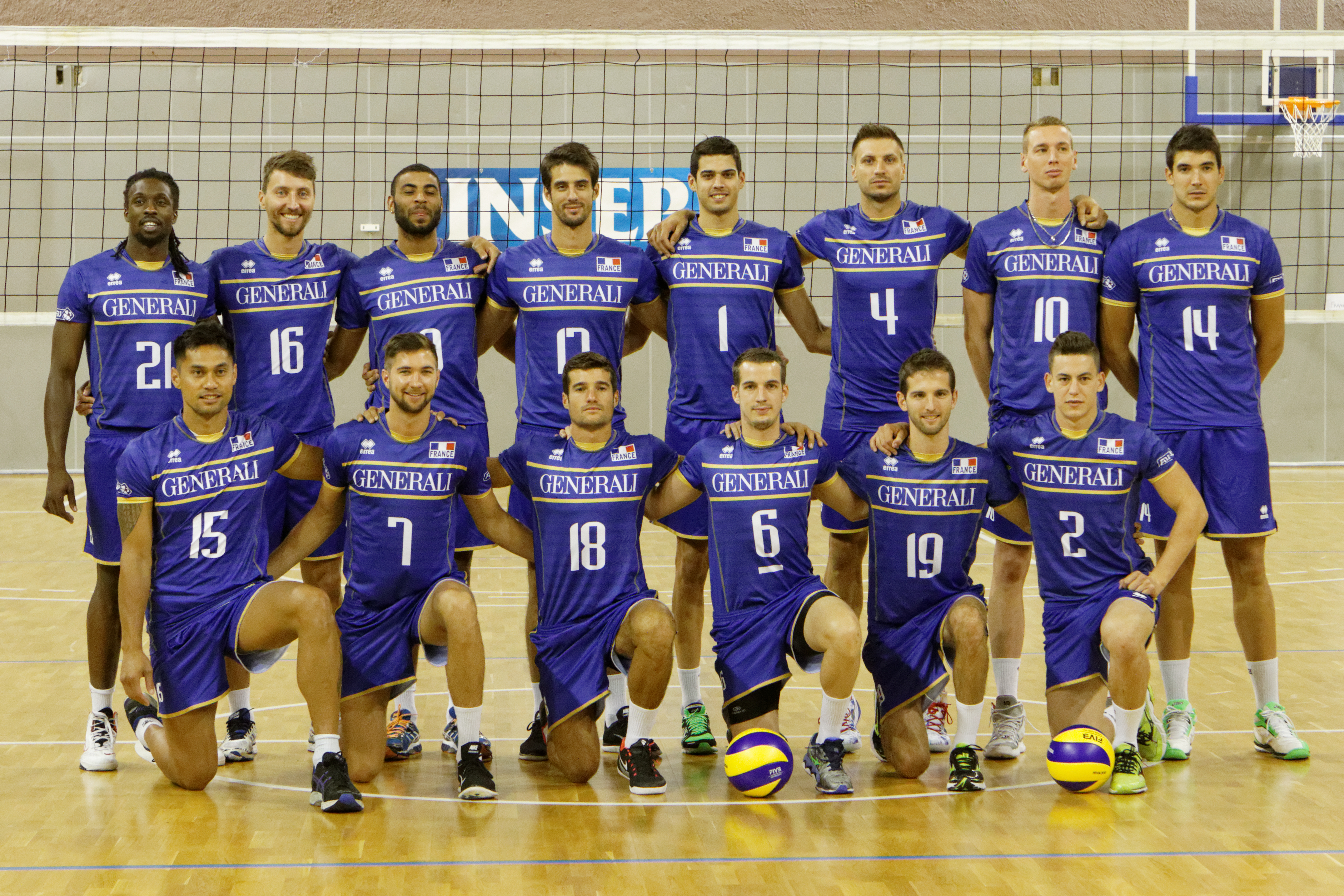
Seleção da França de 2014.

A seleção francesa de voleibol masculino é uma equipe europeia composta pelos melhores jogadores de voleibol da França. A equipe é mantida pela Federação Francesa de Voleibol (em francês:  Fédération Française de Volley-ball, FFVB). Encontra-se na 3ª posição do ranking mundial da FIVB segundo dados de 20 de julho de 2025 .

## Histórico
A equipe foi campeã olímpica dos Jogos Olímpicos de 2020 em Tóquio. Também conquistou os títulos da Liga Mundial de Voleibol de 2015 e Liga Mundial de Voleibol de 2017, realizadas na cidade do Rio de Janeiro e em Curitiba, respectivamente.

## Resultados obtidos nos principais campeonatos

### Jogos Olímpicos
| Ano  | Sede           | Classificação |
| ---- | -------------- | ------------- |
| 1988 | Seul           | 8º            |
| 1992 | Barcelona      | 11º           |
| 2004 | Atenas         | 9º            |
| 2016 | Rio de Janeiro | 9º            |
| 2020 | Tóquio         | 1º            |
| 2024 | Paris          | 1º            |

### Campeonato Mundial
| Ano  | Sede                | Classificação |
| ---- | ------------------- | ------------- |
| 1949 | Tchecoslováquia     | 6º            |
| 1952 | União Soviética     | 6º            |
| 1956 | França              | 7º            |
| 1960 | Brasil              | 9º            |
| 1966 | Tchecoslováquia     | 18º           |
| 1970 | Bulgária            | 17º           |
| 1974 | México              | 16º           |
| 1978 | Itália              | 15º           |
| 1982 | Argentina           | 16º           |
| 1986 | França              | 6º            |
| 1990 | Brasil              | 8º            |
| 2002 | Argentina           | 3º            |
| 2006 | Japão               | 6º            |
| 2010 | Itália              | 11º           |
| 2014 | Polónia             | 4º            |
| 2018 | Itália / Bulgária   | 11º           |
| 2022 | Eslovênia / Polónia | 5º            |

### Copa do Mundo
| Ano  | Sede    | Classificação |
| ---- | ------- | ------------- |
| 1965 | Polónia | 11º           |
| 2005 | Japão   | 5º            |

### Copa dos Campeões
| Ano  | Sede  | Classificação |
| ---- | ----- | ------------- |
| 2017 | Japão | 5º            |

### Liga das Nações
| Ano  | Sede    | Classificação |
| ---- | ------- | ------------- |
| 2018 | Lille   | 2º            |
| 2019 | Chicago | 4º            |
| 2021 | Rimini  | 3º            |
| 2022 | Bolonha | 1º            |
| 2023 | Gdansk  | 8º            |
| 2024 | Łódź    | 1º            |
| 2025 | Ningbo  | 5°            |

### Liga Mundial
| Ano  | Sede           | Classificação |
| ---- | -------------- | ------------- |
| 1990 | Osaka          | 5º            |
| 1991 | Milão          | 7º            |
| 1992 | Gênova         | 10º           |
| 1999 | Mar del Plata  | 7º            |
| 2000 | Roterdã        | 7º            |
| 2001 | Katowice       | 5º            |
| 2002 | Belo Horizonte | 7º            |
| 2003 | Madri          | 10º           |
| 2004 | Roma           | 5º            |
| 2005 | Belgrado       | 10º           |
| 2006 | Moscou         | 2º            |
| 2007 | Katowice       | 6º            |
| 2008 | Rio de Janeiro | 10º           |
| 2009 | Belgrado       | 9º            |
| 2010 | Córdova        | 12º           |
| 2011 | Gdansk–Sopot   | 12º           |
| 2012 | Sófia          | 7º            |
| 2013 | Mar del Plata  | 10º           |
| 2014 | Florença       | 10º           |
| 2015 | Rio de Janeiro | 1º            |
| 2016 | Cracóvia       | 3º            |
| 2017 | Curitiba       | 1º            |

### Campeonato Europeu
| Ano  | Sede                                            | Classificação |
| ---- | ----------------------------------------------- | ------------- |
| 1948 | Itália                                          | 2º            |
| 1951 | França                                          | 3º            |
| 1955 | Roménia                                         | 8º            |
| 1958 | Tchecoslováquia                                 | 8º            |
| 1963 | Roménia                                         | 8º            |
| 1967 | Turquia                                         | 10º           |
| 1971 | Itália                                          | 14º           |
| 1975 | Iugoslávia                                      | 8º            |
| 1977 | Finlândia                                       | 10º           |
| 1979 | França                                          | 4º            |
| 1981 | Bulgária                                        | 8º            |
| 1983 | Alemanha Oriental                               | 12º           |
| 1985 | Países Baixos                                   | 3º            |
| 1987 | Bélgica                                         | 2º            |
| 1989 | Suécia                                          | 5º            |
| 1991 | Alemanha                                        | 9º            |
| 1993 | Finlândia                                       | 9º            |
| 1997 | Países Baixos                                   | 4º            |
| 1999 | Áustria                                         | 6º            |
| 2001 | Chéquia                                         | 7º            |
| 2003 | Alemanha                                        | 2º            |
| 2005 | Itália / Sérvia e Montenegro                    | 7º            |
| 2007 | Rússia                                          | 9º            |
| 2009 | Turquia                                         | 2º            |
| 2011 | Áustria / Chéquia                               | 7º            |
| 2013 | Dinamarca / Polónia                             | 5º            |
| 2015 | Bulgária / Itália                               | 1º            |
| 2017 | Polónia                                         | 9º            |
| 2019 | Bélgica / Eslovênia / França / Países Baixos    | 4º            |
| 2021 | Chéquia / Estónia / Finlândia / Polónia         | 9º            |
| 2023 | Bulgária / Israel / Itália / Macedônia do Norte | 4º            |

### Jogos Europeus
| Ano  | Sede | Classificação |
| ---- | ---- | ------------- |
| 2015 | Bacu | 5º            |

## Medalhas
| Evento             | Ouro | Prata | Bronze | Total |
| ------------------ | ---- | ----- | ------ | ----- |
| Jogos Olímpicos    | 1    | 0     | 0      | 1     |
| Campeonato Mundial | 0    | 0     | 1      | 1     |
| Copa do Mundo      | 0    | 0     | 0      | 0     |
| Copa dos Campeões  | 0    | 0     | 0      | 0     |
| Liga Mundial       | 2    | 1     | 1      | 4     |
| Liga das Nações    | 1    | 1     | 1      | 3     |
| Campeonato Europeu | 1    | 4     | 2      | 7     |
| Total              | 5    | 6     | 5      | 16    |

## Elenco atual
Última convocação realizada para a disputa do Campeonato Mundial de 2022.
Técnico:  Andrea Giani
| Camisa | Nome                  | Posição    | Altura (m) | Peso (kg) | Clube atual                  |
| ------ | --------------------- | ---------- | ---------- | --------- | ---------------------------- |
| 1      | Barthélémy Chinenyeze | Central    | 2,02       | 80        | Cucine Lube Civitanova       |
| 2      | Jenia Grebennikov     | Líbero     | 1,88       | 74        | Zenit St. Petersburg         |
| 4      | Jean Patry            | Oposto     | 2,07       | 94        | Allianz Milano               |
| 6      | Benjamin Toniutti     | Levantador | 1,83       | 74        | Jastrzębski Węgiel           |
| 7      | Kévin Tillie          | Ponteiro   | 1,98       | 85        | Projekt Warszawa             |
| 9      | Earvin N'Gapeth       | Ponteiro   | 1,94       | 96        | Modena Volley                |
| 11     | Antoine Brizard       | Levantador | 1,96       | 96        | Gas Sales Bluenergy Piacenza |
| 12     | Stéphen Boyer         | Oposto     | 1,96       | 77        | Jastrzębski Węgiel           |
| 14     | Nicolas Le Goff       | Central    | 2,03       | 97        | Montpellier Volley           |
| 15     | Médéric Henry         | Central    | 2,12       | 106       | Plessis Robinson Volley Ball |
| 17     | Trévor Clévenot       | Ponteiro   | 1,99       | 90        | Jastrzębski Węgiel           |
| 19     | Yacine Louati         | Ponteiro   | 1,98       | 90        | Fenerbahçe HDI Sigorta       |
| 20     | Benjamin Diez         | Líbero     | 1,83       | 85        | Tours Volley-Ball            |
| 25     | Quentin Jouffroy      | Central    | 2,03       | 100       | Narbonne Volley              |